# Lakehurst
Lakehurst is een plaats (borough) in de Amerikaanse staat New Jersey, en valt bestuurlijk gezien onder Ocean County. Het is vooral bekend door de crash van de Hindenburg in 1937 op het nabijgelegen Naval Air Engineering Station Lakehurst.

## Demografie
Bij de volkstelling in 2000 werd het aantal inwoners vastgesteld op 2522.
In 2006 is het aantal inwoners door het United States Census Bureau geschat op 2674, een stijging van 152 (6,0%).

## Geografie
Volgens het United States Census Bureau beslaat de plaats een oppervlakte van
2,6 km², waarvan 2,4 km² land en 0,2 km² water. Lakehurst ligt op ongeveer 23 m boven zeeniveau.

## Plaatsen in de nabije omgeving
De onderstaande figuur toont nabijgelegen plaatsen in een straal van 8 km rond Lakehurst.

## Geboren
- Juice Newton (1952), pop- en countryzangeres, songwriter en gitariste
- Richard Shindell (1960), folkgitarist en singer-songwriter